# Nelly Sachs
Nelly Sachs, właściwie Leonie Sachs (ur. 10 grudnia 1891 w Berlinie, zm. 12 maja 1970 w Sztokholmie) – niemiecka poetka, pisarka i tłumaczka żydowskiego pochodzenia, mieszkająca od 1940 w Szwecji. Tworzyła w języku niemieckim, tłumaczyła też na ten język poezję szwedzką. Laureatka literackiej Nagrody Nobla (1966).
Przed II wojną światową wydała w Niemczech zbiór opowiadań Legenden und Erzählungen (1921) i kilkanaście wierszy. Począwszy od 1947 zaczęły się ukazywać jej utwory, których tematem była martyrologia Żydów w czasach hitleryzmu. Jest autorką m.in. sztuk teatralnych Eli: misterium męki Izraela (1951) oraz Zeichen im Sand (1962), a także zbiorów wierszy: In den Wohnungen des Todes (1947), Und niemand weiß weiter (1957), Flucht und Verwandlung (1959), Fahrt ins Staublose (1961), Rozżarzone zagadki (1964/1968), Suche nach Lebenden (1971).

## Życiorys

### Młodość

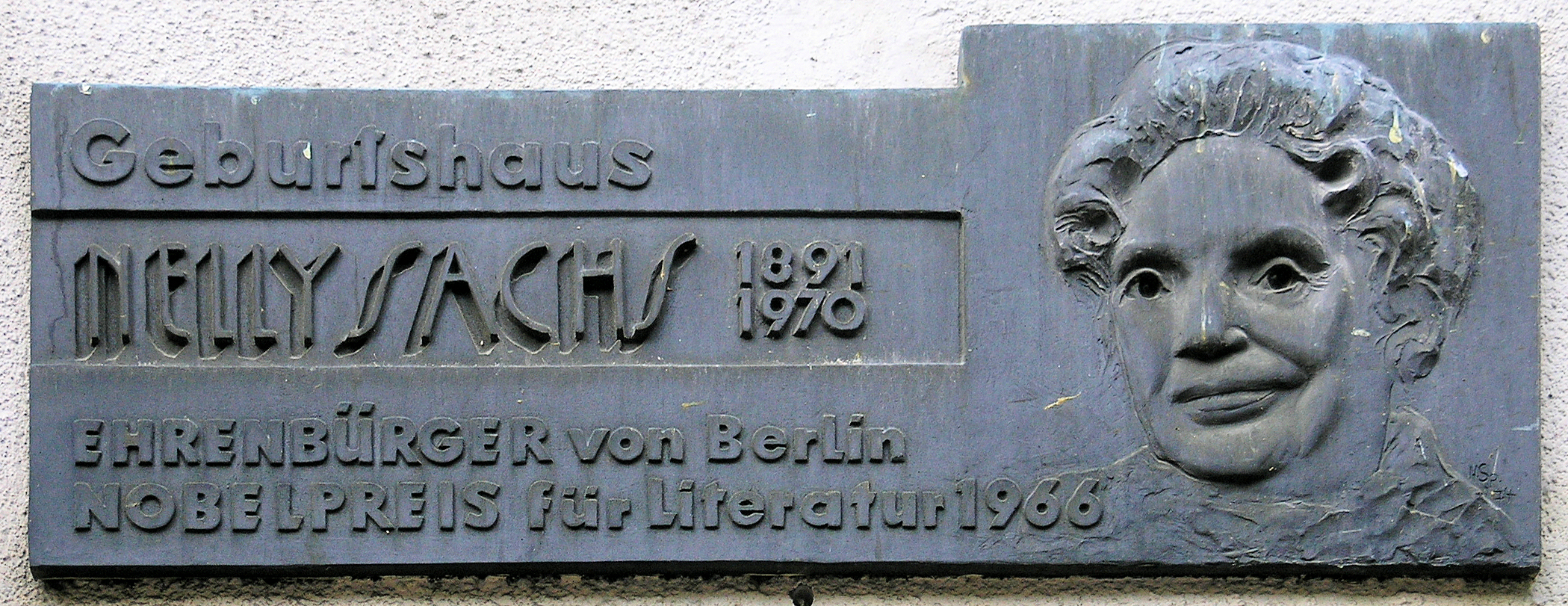
Tablica pamiątkowa na domu rodzinnym Nelly Sachs w Schönebergu, przy Maaßenstraße 12

Leonie Sachs urodziła się 10 grudnia 1891 w zamożnej rodzinie żydowskich przemysłowców, mieszkającej przy Maaßenstraße 12 w Schönebergu (od 1920 dzielnicy Berlina), jako jedyne dziecko Georga Williama Sachsa (1858–1930) oraz Margarete Sachs z domu Karger (1871–1950). Jej ojciec wraz z bratem Maximilianem Alexem Sachsem prowadzili fabrykę, gdzie wytwarzano produkty z gumy, założoną w 1868 przez jej dziadka Adolfa Abrahama Loebela Sachsa (1827–1911) . Jej rodzina należała do gminy żydowskiej w Berlinie, ale nie uczęszczała do synagogi, ani też nie obchodziła świąt żydowskich .
Zamiłowanie do muzyki, literatury i sztuki zaszczepił w niej ojciec . Jako dziewczynka zafascynowana była tańcem; chętnie tańczyła, podczas gdy ojciec grał na pianinie . Uczęszczała przez trzy lata do prywatnej szkoły dla dziewcząt Dorotheen w Moabicie , a następnie, w latach 1903–1908, do szkoły Hélène Auberts przy Brückenallee 6  . Już w czasach szkolnych napisała pierwsze wiersze (Vom Manne, der am Tage der unschuldigen Kindlein starb i Der Tod im Pfarrhof).
W 1906, z okazji piętnastych urodzin, otrzymała od rodziców powieść Gösta Berling szwedzkiej pisarki Selmy Lagerlöf (1858–1940), która stała się dla Sachs wzorem literata. Rok później nawiązała z nią wieloletnią korespondencję. Prowadziła również regularną wymianę listów z niemieckim prozaikiem Hermannem Hessem (1877–1962), który przesłał jej swoją podobiznę.
W wieku 17 lat zakochała się w pewnym mężczyźnie (jego nazwisko nie jest znane), gdy przebywała z rodzicami w sanatorium w Dusznikach-Zdroju. Uczucie, prawdopodobnie nieodwzajemnione, wywarło duży wpływ na kondycję psychiczną przyszłej pisarki, skutkiem czego była nerwica i anoreksja. Profesor Richard Cassirer (1868–1925), który był znajomym rodziny, podjął się leczenia nastolatki. Skłonności Sachs do myśli samobójczych i załamań nerwowych często powracały jednak w kolejnych latach. Doświadczenie nieszczęśliwej miłości z okresu młodości ukształtowało poetycki obraz oblubieńca w jej późniejszej twórczości , m.in. w cyklu wierszy Gebete für den toten Bräutigam (1947). Sachs nigdy nie wyszła za mąż, ani nie miała dzieci .

### Dorosłość do opuszczenia Niemiec

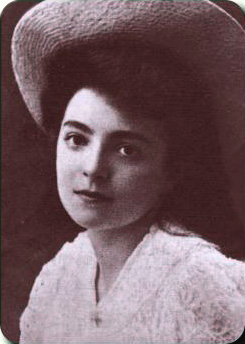
Nelly Sachs (1910)

Cassirer zachęcał Sachs do pisania wierszy, by dzięki nim mogła opowiedzieć o swoich uczuciach i przeżyciach, zamiast tłumić je w sobie. Początkowo główną rolę w jej twórczości odgrywała przyroda, a następnie w jej sonetach (pisanych od 1910 ) pojawiła się miłość i ukochany. W opowiadaniach poruszała z kolei temat problemów wychowawczych i relacji między rodzicami a dziećmi oraz relacji między kobietami a mężczyznami. W wielu utworach ważne miejsce miała także religia chrześcijańska i śmierć – symbol ofiary. Jej wiersze inspirowane były niemieckimi utworami romantycznymi . Fascynował ją nadal taniec. Tancerka Niddy Impekoven(1904–2002) była źródłem inspiracji dla Tänze – pierwszej sztuki Sachs pisanej do teatru lalek .
Już w 1915 Sachs starała się bezskutecznie, by jej wiersze i proza zostały wydane przez Cotta press. W 1921 berliński wydawca F. W. Mayer opublikował Legenden und Erzählungen, zbiór legend i opowieści jej autorstwa, który powstał jako prywatne notatki. Opowiadania z elementami mitów i baśni, przywodzące na myśl średniowieczny świat wyobraźni, nie przypadły do gustu odbiorcom, gdyż nie były pisane zgodnie w wymogami modnego wówczas w Niemczech ekspresjonizmu  . Z uznaniem natomiast wypowiedziała się o nich Lagerlöf, pisząc, że sama by ich lepiej nie napisała . Sachs swój kolejny utwór – wiersz Zur Ruh – opublikowała dopiero w 1929, w berlińskiej Vossische Zeitung. Był to jej pierwszy wiersz, jaki w ogóle został wydany .
Nie otrzymała wykształcenia zawodowego, zajmowała się jedynie sztuką i literaturą. Przyjęła rolę kochającej córki, która była odpowiedzialna za matkę i dom – po śmierci w listopadzie 1930 ojca chorującego na raka . Po jego odejściu napisała wiersze, których tematem była więź i bliskość między córką a ojcem. Chętnie przebywała w towarzystwie przyjaciółek, które dzieliły jej artystyczne zainteresowania, do ich grona należały: Dora Jablonski (później Horwitz, 1891–1942), Gudrun Harlan (później Dähnert, 1907–1976) i Annaliese Neff (1910–1992). W latach 1936–1938 była członkinią Żydowskiego Związku Kulturalnego (Jüdischer Kulturbund), gdzie czytano jej wiersze, prozę i sztukę kukiełkową Chelion.
Po dojściu do władzy Adolfa Hitlera w 1933, sytuacja Żydów w Niemczech stawała się z roku na rok coraz gorsza – zgodnie z polityką nazistów narastały prześladowania i antysemityzm. Gestapo splądrowało mieszkanie pisarki i przesłuchiwało ją, co przeżyła tak mocno, że straciła mowę na pięć dni. Wielu Żydów decydowało się na emigrację, nie widząc możliwości egzystencji w obliczu ciągłego zagrożenia. Sachs szukała pomocy u Lagerlöf, pisząc do niej w 1938 list, na który nie otrzymała jednak odpowiedzi. Harlan udała się więc latem 1939 do posiadłości Mårbacka i spotkała się z sędziwą noblistką, uzyskując jej poparcie i została dzięki jej wstawiennictwu przyjęta przez księcia Eugeniusza Bernadotte. Po dłuższym czasie niemiecka pisarka i jej schorowana matka dostały upragnione szwedzkie wizy, dzięki którym mogły w końcu opuścić III Rzeszę  .
Do ucieczki z Niemiec w 1940 Sachs napisała około 300 wierszy, z których kilkanaście zostało opublikowanych w niemieckich gazetach, m.in. w Berliner Tageblatt w 1933, w Jugend w 1935 i w CV-Zeitung w 1936 . Później pisarka niechętnie wspominała o przedwojennej twórczości, uważając, że nie ma ona znaczenia i należy ją pominąć .

### Pierwsze lata emigracji w Szwecji
16 maja 1940 (dwa miesiące po śmierci Lagerlöf) Nelly i Margarete Sachs opuściły Niemcy, udając się do Szwecji jednym z ostatnich samolotów pasażerskich . Dzięki pomocy gminy żydowskiej zamieszkały w Sztokholmie przy Bergsundstrand 23 w jednopokojowym mieszkaniu na parterze, znajdującym się opodal zatoki Liljeholmsviken . Otrzymywały też od niej 200 koron miesięcznie, a także pomoc rzeczową, żyły w skromnych warunkach. Nelly nauczyła się języka szwedzkiego i tłumaczyła na niemiecki wiersze, które napisali: Gunnar Ekelöf, Johannes Edfelt, Edith Södergran, Pär Lagerkvist i Karl Vennberg . W latach 1944–1947 pracowała jako tłumaczka dla Samarbetskommittén för demokratiskt uppbyggnadsarbete (SDU).
Po przybyciu do Szwecji Sachs niemal przestała tworzyć prozę, z wyjątkiem autobiograficznych notatek i refleksji Leben unter Bedrohung oraz Briefe aus der Nacht, skupiła się natomiast na wierszach i eksperymentalnych utworach scenicznych. Między 1940 a 1945 powstało wiele utworów, z których jest znana. W pierwszych latach pobytu w Szwecji powstał cykl wierszy In den Wohnungen des Todes, wydany w 1947 w radzieckiej strefie okupacyjnej przez wydawnictwo Aufbau, poświęcony martyrologii Żydów w czasach hitleryzmu i metamorfozie ludzkości . W 1947 wydana została przez Aufbau pierwsza antologia poezji szwedzkiej w jej wyborze i tłumaczeniu – Von Welle und Granit. Wydany w 1951 dramat Eli: misterium męki Izraela o ośmioletnim polskim chłopcu grającym na flecie i poszukiwaniach jego mordercy został napisany w latach 1943–1944, a zarys koncepcji utworu powstał w ciągu zaledwie kilku dni . W 1949 emigracyjne wydawnictwo Bermann-Fischer z Amsterdamu wydało drugi powojenny cykl wierszy Sachs – Sternverdunkelung, przybliżający różnego rodzaju granice – między narodami, między życiem a śmiercią, między pamięcią a niepamięcią czy też między epokami.
W 1948 Nelly i Margarete Sachs przeprowadziły się do innego mieszkania pod tym samym adresem, położonego na drugim piętrze, składającego się z salonu, sypialni i kuchni, gdzie mieszkały do śmierci. Matka Sachs zmarła w lutym 1950, co nadwyrężyło zdrowie psychiczne poetki, osłabione już wcześniej informacjami na temat Holokaustu, a także śmiercią wielu jej przyjaciół oraz krewnych w obozach zagłady . Nelly, która była bardzo związana z matką, wspominała ją w wierszach oraz w cyklu medytacji prozą Briefe aus der Nacht. 24 kwietnia 1952 otrzymała obywatelstwo szwedzkie.

### Czas uznania

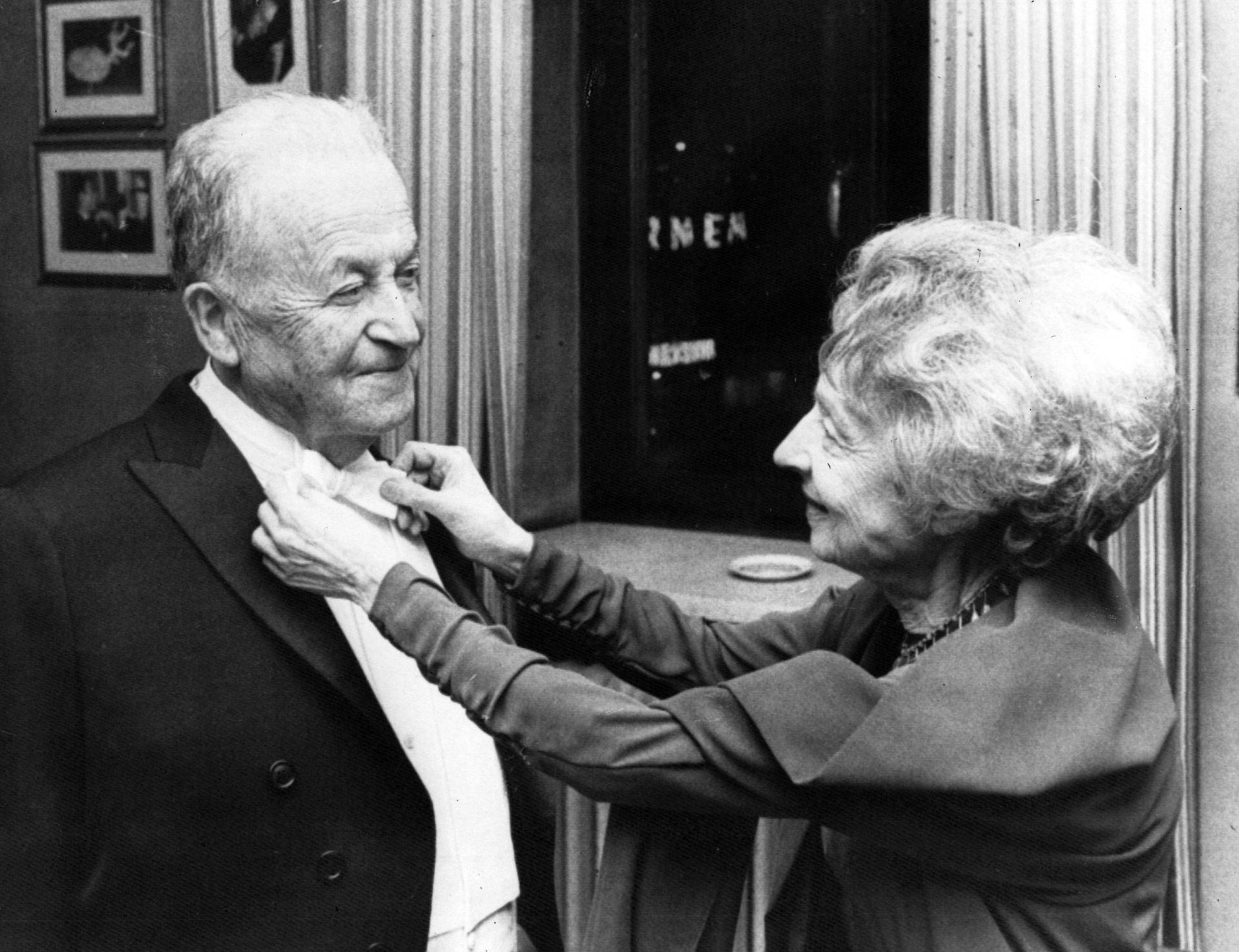
Laureaci literackiej Nagrody Nobla Samuel Agnon i Nelly Sachs (10 grudnia 1966)

W 1957 ukazał się zbiór wierszy Und niemand weiß weiter. W tym czasie jej twórczość została zauważona w RFN, a na przełomie lat 50. i 60. XX wieku Niemcy uczynili z niej symbol żydowsko-niemieckiego pojednania po Zagładzie. W 1957 Sachs została członkiem korespondencyjnym Niemieckiej Akademii Języka i Poezji w Darmstadt. Pod koniec 1957 zaczęła prowadzić korespondencję z poetą Paulem Celanem, z którym się zaprzyjaźniła i którego nazywała „ukochanym bratem”.
W 1960, pierwszy raz od ucieczki z kraju, Sachs odwiedziła Niemcy. Stany lękowe wywołane wspomnieniami spowodowały kolejne załamanie i urojenia, a poetka przez trzy lata leczyła się w szpitalu psychiatrycznym Beckomberga w Sztokholmie  . Wspierali ją przyjaciele, w tym Bengt i Margaretha Holmqvist. W tym czasie powstały cykle wierszy Fahrt ins Staublose i Noch feiert Tod das Leben.
W 1959 jej kolejny tom wierszy Flucht und Verwandlung ukazał się w wydawnictwie Deutsche Verlags-Anstalt, a w 1961 wydawnictwo Suhrkamp, które było odtąd jej wydawcą, opublikowało tom jej wierszy. W 1961 niemieckie miasto Dortmund ufundowało Nagrodę Nelly Sachs, której poetka została pierwszą laureatką. W tym samym roku została członkiem korespondencyjnym Freie Akademie der Künste w Hamburgu. W 1962 zostały wydane jej dramaty poetyckie w zbiorze Zeichen im Sand. W 1963 ukazały się jej wiersze wybrane z posłowiem jej przyjaciela Hansa Magnusa Enzensbergera. W 1964 wyszły dwie pierwsze części cyklu Rozżarzone zagadki, które w całości zostały wydane w 1968. W 1965 odwiedziła Berlin oraz Frankfurt nad Menem, gdzie otrzymała Nagrodę Pokojową Księgarzy Niemieckich.
Za swoją twórczość otrzymała w 1966 Nagrodę Nobla w dziedzinie literatury. Wyróżniona została wspólnie z izraelskim prozaikiem Samuelem Agnonem, piszącym w języku jidysz i po hebrajsku. Nagrodę odebrali wspólnie w Sztokholmie 10 grudnia 1966, w dniu jej siedemdziesiątych piątych urodzin, a jej przyznanie uzasadniono następująco:

Nagroda przyznana została dwojgu największym twórcom, z których każdy na swój sposób reprezentuje w naszych czasach posłannictwo żydowskie.

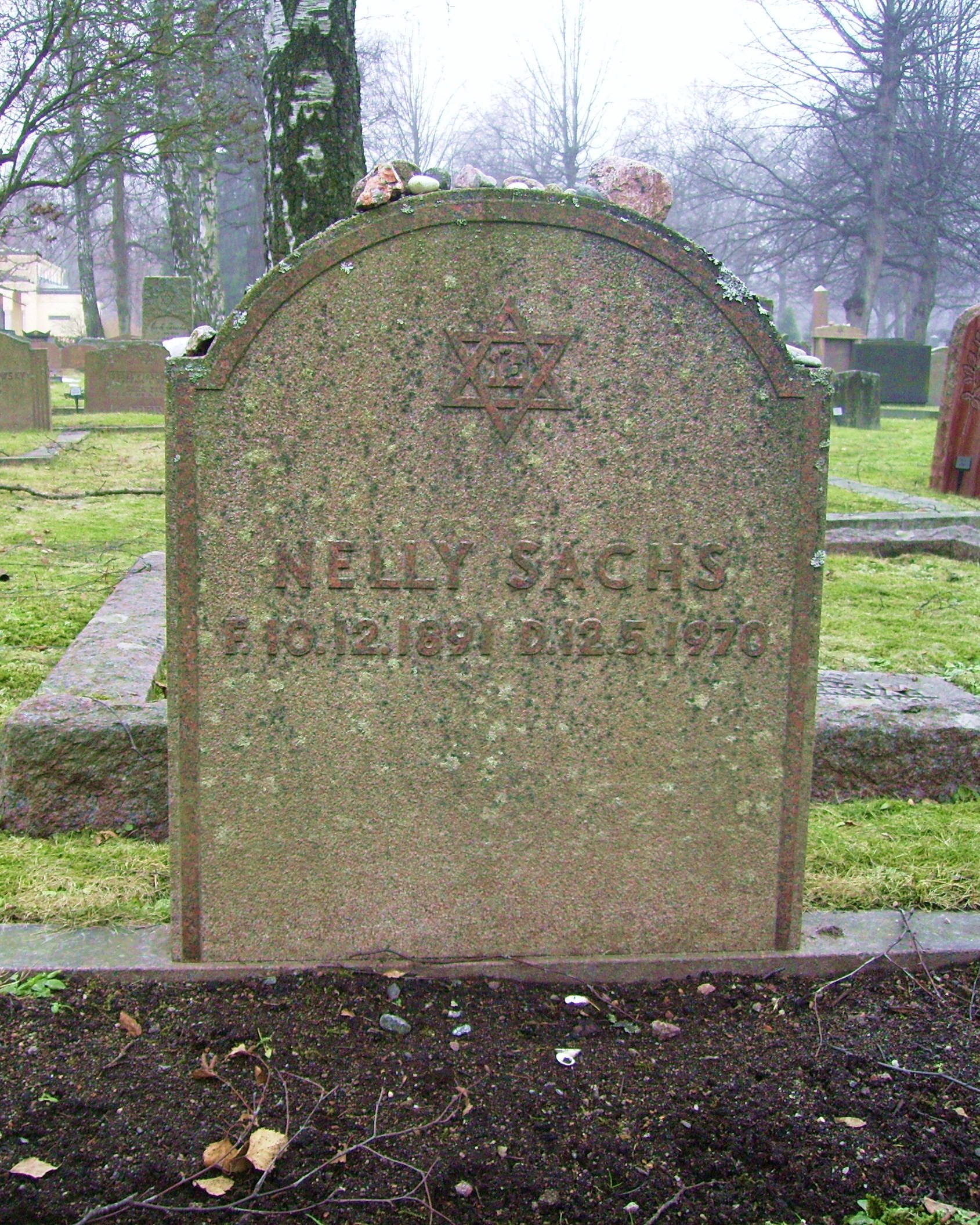
Grób Nelly Sachs na cmentarzu w Solna Stad

W 1967 dostała ataku serca, w ostatnich latach życia cierpiała z powodu depresji urojeniowej i raka jelita grubego. Zmarła 12 maja 1970 w Sztokholmie i została pochowana 19 maja na cmentarzu żydowskim w Solna Stad . Jej dzieła zostały przetłumaczone m.in. na: angielski, duński, fiński, francuski, hebrajski, hiszpański, japoński, koreański, norweski, polski, portugalski, szwedzki i węgierski. Biblioteka Królewska w Sztokholmie odtworzyła pokój na wzór tego, w jakim mieszkała poetka po przybyciu do Szwecji. W bibliotece tej znajduje się też zbiór książek, listów, zdjęć i pamiątek rodzinnych należących do Nelly Sachs.

## Charakterystyka i recepcja twórczości

### Wczesna twórczość
Jej wczesna (przedwojenna) twórczość, choć rzadko wydawana, była jednak doceniana przez pisarzy takich jak Heinrich Böll i Stefan Zweig. Ten drugi uważał, że jej wiersze nie przypominają poezji innych kobiet i podziwiał ich „nadzwyczajną wewnętrzną gwałtowność”. W odróżnieniu od Zweiga, który widział coś szczególnie męskiego w jej twórczości, biografowie Sachs łączyli wyrażane w niej wartości z feminizmem. Podkreślali przy tym, że Sachs dbała o niezależność twórczą, nie poddając się prądom literackim dominującym w czasach Republiki Weimarskiej i nie należąc do żadnej z grup literackich. Na wiersze, które wtedy pisała, wpływ miał natomiast romantyzm niemiecki. Będąc na emigracji Sachs odrzuciła swoją twórczość powstałą w Niemczech i żądała, by jej nie wydawać, ani o niej nie wspominać, zaś opis jej dorobku rozpoczynać od utworów, których tematem była Shoah .

### Rola w uwiecznieniu martyrologii Żydów
Sachs opisała dzieje narodu żydowskiego, w okresie przed, w czasie i po II wojnie światowej. Jej wiersze są epitafium dla milionów zgładzonych Żydów – opowiadają o cierpieniach ludzi w gettach, obozach pracy, obozach koncentracyjnych. Wypędzanych z domów, prześladowanych i torturowanych. Pozbawionych godności i towarzystwa bliskich, umierających w okrutny i haniebny sposób. Sachs dała więc głos ofiarom Holokaustu. Zagłada Żydów miała dla niej nie tylko wymiar historyczny – była przejawem istniejącego na świecie zła, zagrażającego ciągle człowieczeństwu. Jej poezja była wezwaniem do przeciwstawiania się przemocy. Opłakiwała ludzkość, ale nie rozpaczała, było w niej miejsce na żałobę, ale także na pojednanie . Sachs podkreśliła, że tworzenie w okresie Holokaustu było dla niej bardzo ważne:

Gdybym nie mogła pisać, nie przeżyłabym. Śmierć była moją mistrzynią. Jak mogłabym zajmować się czymś innym, metafory są moimi ranami. Trzeba wiedzieć o tym, aby zrozumieć moją twórczość.

Poezja stała się dla Sachs przestrzenią „rekonwalescencji i refleksji”. W jej wierszach pojawiali się „uratowani”, „gapie”, a także „mordercy”. Powtarzające się obrazy i wątki, charakterystyczne dla jej wierszy, takie jak palce, dłonie, motyle, gwiazdy i ptaki, tworzą konstelacje, pozwalające wyobrazić sobie to, co niewypowiedziane .
W drugiej połowie lat 60. XX wieku jej twórczość osiągnęła apogeum popularności. W Niemczech traktowano poetkę wręcz jako „maskotkę pamięci”. Po latach zaczęły jednak pojawiać się głosy krytyków, twierdzących, że uznanie Sachs zdobyła głównie z powodu niemieckich wyrzutów sumienia i zwracających uwagę na sentymentalizm i manieryczność obecne w jej twórczości.

### Znaczenie mistyki
O ile Sachs pochodziła z zasymilowanej rodziny i nie obchodziła świąt żydowskich, to tragiczna sytuacja Żydów w okresie narodowego socjalizmu, a zwłaszcza Holokaust, skłoniły pisarkę do poszukiwania w żydowskiej i chrześcijańskiej mistyce drogi do zrozumienia sensu życia . Na jej twórczość wpływ miały Kabała, prace badacza żydowskiego mistycyzmu Gershoma Scholema oraz chasydzkie opowieści Martina Bubera .
Inspiracją do dramatu poetyckiego Eli: misterium męki Izraela była legenda chasydzka Martina Bubera. Sachs nie znała języka jidysz, ale umiejętnie wplotła rytm chasydzki w dzieło pisane po niemiecku. Dramat Sachs nawiązuje do tradycji średniowiecznego misterium chrześcijańskiego (stąd jego podtytuł: „Misterium męki Izraela”), lecz jego akcja toczy się w czasie obchodzonego przez Żydów Jamim Noraim – od święta Nowego Roku (Rosz ha-Szana) do Dnia Pojednania (Jom Kipur). Dzieło Sachs sprawia wrażenie mozaiki zamkniętych obrazów, gdzie obecne jest życie codzienne, humor, taniec i śpiew. Najważniejsze zdarzenia przeniesione zostały na płaszczyznę transcendentalną, a śmierć niewinnego dziecka i cierpienie po nim jest wątkiem, który spaja całość.

## Twórczość

### Zbiory prozy
- Legenden und Erzählungen, F. W. Mayer, Berlin 1921 [pol. Legendy i opowieści]

### Zbiory wierszy
- In den Wohnungen des Todes, Aufbau-Verlag, Berlin 1947 [pol. W mieszkaniach śmierci]
- Sternverdunkelung. Gedichte, Bermann-Fischer/Querido, Amsterdam 1949 [pol. Zaciemnienie gwiazd]
- Und niemand weiß weiter. Gedichte., Ellermann, Hamburg/ Monachium 1957 [pol. I nikt nie wie co dalej]
- Flucht und Verwandlung. Gedichte, Deutsche VerlagsAnstalt, Stuttgart 1959 [pol. Ucieczka i przemiana]
- Fahrt ins Staublose. Die Gedichte der Nelly Sachs, Suhrkamp, Frankfurt nad Menem 1961 [pol. Podróż w bezpył]
- Ausgewählte Gedichte, Suhrkamp, Frankfurt nad Menem 1963
- Glühende Rätsel, Insel, Frankfurt nad Menem 1964/1968 (pol. Rozżarzone zagadki, polskie wydanie z 2006 roku, tł. Ryszard Krynicki, ISBN 83-85568-79-4)
- Späte Gedichte, Suhrkamp, Frankfurt nad Menem 1965
- Landschaft aus Schreien. Ausgewählte Gedichte, Aufbau-Verlag, Berlin/Weimar 1966 [pol. Krajobraz krzyków]
- Suche nach Lebenden, Suhrkamp, Frankfurt nad Menem 1971 [pol. Poszukiwanie żywych]
- Teile dich Nacht. Die letzen Gedichte, Suhrkamp, Frankfurt nad Menem 1971

### Sztuki teatralne
- Eli. Ein Mysterienspiel vom Leiden Israels, Forssell, Malmö 1951 (pol. Eli: misterium męki Izraela, polskie wydanie z 2002 roku, tł. Maria Borzęcka i Olga Karolczyk, ISBN 83-912837-2-0)
- Zeichen im Sand. Die szenischen Dichtungen, Suhrkamp, Frankfurt nad Menem 1962 [pol. Znaki na piasku]
- Verzauberung. Späte szenische Dichtungen, Suhrkamp, Frankfurt nad Menem 1970

### Zbiory twórczości (wybór)
- Gedichte, Suhrkamp, Frankfurt nad Menem 1977
- Nelly Sachs – Werke. Kommentierte Ausgabe in vier Bänden, Suhrkamp, Frankfurt nad Menem 2010

### Listy
- Ruth Dinesen, Helmut Müssener, Briefe der Nelly Sachs, Suhrkamp, Frankfurt nad Menem 1984
- Barbara Wiedemann, Paul Celan – Nelly Sachs. Briefwechsel, Suhrkamp, Frankfurt nad Menem 1993
- Bernhard Albers, Karl Schwedhelm – Nelly Sachs. Briefwechsel und Dokumente, Rimbaud, Akwizgran 1998

### Tłumaczenia na język polski
Na język polski jej wiersze tłumaczyli: Zbigniew Herbert, Leopold Lewin, Feliks Przybylak, Wanda Markowska, Zdzisław Wawrzyniak, a przede wszystkim Ryszard Krynicki. W „Literaturze na Świecie” opublikowano rozmowę Sachs z jej przyjacielem Hansem Magnusem Enzensbergerem, a także fragmenty korespondencji poetki i Paula Celana. W 2002 został wydany przekład sztuki Eli. Misterium męki Izraela, dokonany przez Marię Borzęcką i Olgę Karolczyk, a w 2006 wybór wierszy Rozżarzone zagadki w przekładzie Ryszarda Krynickiego.

## Nagrody
- 1958 – Nagroda Poetycka Szwedzkiego Radia[3]
- 1960 – Nagroda Annette-von-Droste-Hülshoff[3]
- 1961 – Nagroda Nelly Sachs[3]
- 1965 – Nagroda Pokojowa Księgarzy Niemieckich[3]
- 1966 – Nagroda Nobla[3]
- 1967 – honorowe obywatelstwo Berlina[3]

## Upamiętnienie
- Upamiętnia ją odkryta w 1992 asteroida (18396) Nellysachs[49]
- W 2016 wybito srebrną monetę o nominale 20 euro z okazji 125. rocznicy jej urodzin[50]
- W 127. rocznicę urodzin, 10 grudnia 2018, została upamiętniona przez Google Doodle[51]